# Opistognathus rufilineatus
Opistognathus rufilineatus is een straalvinnige vissensoort uit de familie van kaakvissen (Opistognathidae). De wetenschappelijke naam van de soort is voor het eerst geldig gepubliceerd in 2007 door Smith-Vaniz & Allen.